# Naotake Hanjú
Naotake Hanjú (japonsky: 羽生 直剛 [Hanijú Naotake], * 22. prosince 1979) je japonský fotbalista.

## Reprezentace
Naotake Hanjú odehrál 17 reprezentačních utkání. S japonskou reprezentací se zúčastnil Mistrovství Asie ve fotbale 2007.

## Statistiky
| Japonsko | Japonsko | Japonsko |
| Roky     | Záp.     | Góly     |
| -------- | -------- | -------- |
| 2006     | 5        | 0        |
| 2007     | 7        | 0        |
| 2008     | 5        | 0        |
| Celkem   | 17       | 0        |